# عالم الأسرار (كتاب)
كتاب عالم الأسرارهو كتاب من تأليف الدكتور مصطفى محمود يتحدث فيه عن مقالات في كل المجالات من سياسه واقتصاد ودين ولكن مناقشتها من خلال وجه نظر فلسفية دينية.
يعتبر مقال الربا الذي قدمه د/ مصطفى محمود من خلال عالم الأسرار من أشد القنابل فتكا التي فجرها فكريا في هذا الكتاب الرائع ويوجد بيه عدة مقالات ثرية بالمعلومات التي قد تجدها جديدة بالنسبة لك.

## مقتطفات من الكتاب
- “وإذا كان عالمنا كله أصبح صناعة أجنبية.. والجزء الهزيل الذي تبقى لنا.. وهو لغتنا العربية جعلنا منها وسيلة خلاف وشقاق وتكفير.. كل واحد يحاول أن يخرج الآخر من الملة لأنه يقول كلاما مختلفا.. فإلى أي حضيض وصلنا.. قلوبنا أصبحت شتى.. وبأسنا بيننا شديد.. ومجموعنا لاشئ.”
- “ربما استطاع السجان أن يقهر سجينه علي التوقيع علي ورقة بالإكراه... ربما استطاع ان يرغمه علي تقطيع الحجارة واكل الحصى... ربما استطاع أن يقطع لسانه وينزع جلده ولكن لا ولن يستطيع ان ينزع ذرة كراهية من قلبه أو يبدل عواطفه قهرا. فهناك في اعمق الاعماق نفس اعتقها الله من كل القيود. لا سلطان لاحد عليها.”
- “إنّ نفسك التي بين جنبيك لا يوجد شيء أقرب إليك منها.. ومع ذلك أنت أجهل الناس بها.. لا تعرف من أنت ومن أين أتيت ولا إلى أين تمضي؟ وإن كان هذا مقدار علمك بنفسك وهي أقرب الأشياء إليك.. فما بال علمك بغيرك ثم علمك بباقي أسرار الدنيا”
- “في البدء كانت الكلمة والكلمة مصدرها الإله. إله واحد هو كل شيء كان وكل شيء سيكون.. محال على من يفنى أن يكشف النقاب عن سر ما لا يفنى.. عرشه في السماء وظله على الأرض فوق المحسوسات ومحيط بكل شيء موجود بغير ولادة.. ابدي بلا موت”
- “النفس المؤمنة لا تعرف الملل ولا تعرف البلادة أو الكآبة !. .. وحزن هذه النفس حزن مضيء حافل بالرجاء. وفي ذروة الألم لا تكف عن حسن الظن بالله.. ولا يفارقها شعورها بالأمن؛ لأنها تشعر بأن الله معها دائما، وأكثر ما يحزنها نقصها وعيبها وخطيئتها.”
- “إن الدنيا دار امتحان وبلاء وأنها ممر لا مقر، وأنها ضيافة مؤقتة شرها زائل وخيرها زائل، وأن الصابر فيها هو الكاسب والشاكر هو الغالب.”
- “إن الإسلام ليس شعارًا. إنه سلوك وفعل ومنهج وحياة.”
- “في داخل الإنسان أرى السموات برعودها وصواعقها ورقها ورياحها. وفي باطنه أيضًا أحس بثورة البركان وتصدع الزلزال وهدوء البحر. ومثل البحر أراه يخفي في باطنه الثعابين وأسماك القرش والحيتان القاتلة. وأحيانًا المراجين والآلي واليواقيت. وفي جسمه أرى تراب الأرض وتثاقلها ورخاوتها وصلابتها ورمالها الناعمة. وأرى جسمه أيضًا مثل الأرض يهوي التلقيح والاخصاب وينبت الورود الناعمة وأحيانًا يلد أشجار السنديان الضخمة.”